# كاميا كاورو
كاميا كاورو 神谷 薫 المعروفة في نسخة الأنمي الإنجليزية من سوني كوري كاميا، وفي نسخة ميديا بلاستر كاورو كاميا، هي شخصية خيالية من عالم روروني كنشين من نوبوهيرو واتسوكي وواحدة من الشخصيات الرئيسية في المانغا والأنمي والفيلم وسلسلة OVA وألعاب الكمبيوتر والمواد الأخرى.
في القصة، كاورو هي معلمة فنون قتالية في طوكيو لأسلوب كاميا كاشين، تبدأ المدرسة في فقدان الطلاب عندما ينتحل أحد طلابها السابقين شخصية «هيتوكيري باتوساي» ويشرع في قتل الناس مدعيا استخدام أسلوب كاميا كاشين قاصدا تلويث سمعة المدرسة. تواجه كاورو المنتحل لكنها تشارف على القتل لولا تدخل «هيتوكيري باتسوساي» الحقيقي هيمورا كنشين الذي بدأ حياة التنقل، وكمكافأة تعرض عليه البقاء في مدرستها عندما رأت أن شخصيته طيبة وليست «هيتوكيري» (سفاح). وبمرور عمر السلسلة تكن كاورو مشاعر نحو كنشين، الذي دائما ما تطارده أفعال الماضي فيعتقد أنه لا يستحق السعادة.

## ابتكار الشخصية وتصورها
واتسوكي قال أنه «لم يستند على أنموذج معين» أو «موضوع معين»، ربما أراد الإشارة إلى تشيب ساناكو من ريوما نو كويبيتو، وتمنى إضافة الشخصية «المسيطرة» من ساساكي ميفويو من كنكاكو شوباي لشوتارو إكينامي. وطبقا لواتسوكي فإن كاورو أصبحت «فتاة عادية بسيطة» رغم الشخصية «المسيطرة». وبظهور المجلد الأول في اليابان اعتقد واتسكي أن تصميم الشخصية مناسب وأن قارئات روروني كنشين تعرفن على كاورو. كما لم يحدد وقتها إن كانت كاورو هي محط اهتمام كنشين. تمنى واتسوكي لو جعل كاورو «أجمل» و«أكثر أناقة» لكنه قرر تخفيض المستوى لشعوره بانها تحتاج لأن تظهر الشخصية «المتواضعة» و«الفقيرة ماديا» أيضا. وصف واتسوكي وصلة ذيل الشعر بالشدة التي عليها الفتاة التي تمارس فنون القتال بالسيف. كما أحس واتسوكي أنه يستمتع برسم كاورو وأن التعامل مع شعرها «صعب أحيانا». بنهاية روروني كنشين تصبح لكاورو قصة شعر جديدة، عندما أحس أن كاورو لن تبدو كما هي بدون ذيل الشعر كما أن قصة شعرها الأصلية ليست ما تفعله الأمهات، قام واتسوكي بتصميم ممزوج بين النوعين.
عندما تتساءل القارئات عن عدم تحديد ما إذا كانت كاورو قوية أو ضعيفة كمقاتلة، يرد واتسوكي بأن كاورو «مستقلة تماما في عمرها» وببساطة تستطيع «الاحتفاظ بما يخصها» أمام العديد من معلمي الفنون القتالية في المدينة، ما يجعلها بطلة قومية على الأقل، لكنها تبدو على كل أضعف من كنشين وساغارا سانوسكي.

## موجز الشخصية

### الشخصية
المعلمة الرئيسية في أسلوب قتال كاميا كاشين ورثت الأسلوب من والدها، كاميا كوشيجيرو 神谷 越路郎، كما تدير كاورو بنفسها مدرسة قتالية صغيرة ورثتها منه عندما تم تجنيده في حرب ساينان، في بداية القصة فقدت كاورو الطلاب وكانت في طريقها لإغلاق المدرسة حتى جاء كنشين وساعدها. في طبيعتها تبدو كاورو مستقلة مائلة لحب التملك رقيقة شجاعة نشيطة قوية العزيمة ومقاتلة عظيمة. كاورو معروفة بطبخها السيء الذي لا يستسيغه أصدقاؤها، وأيضا لها المقدرة على رؤية الخير لدى الآخرين.
رغم كونها سريعة الانفعال ومائلة لحب التملك، تعتبر كاورو شخصية إيثارية جدا. رغم مشاهدتها تتشاجر دائما مع ميوجين ياهيكو فكل منهما حريص على الآخر وترى كاورو فيه الوريث التالي لأسلوب المدرسة. تعتبر كاورو ساذجة عندما تفرط في الثقة لكنها تتعامل جيدا مع التبعات. معتقدات كاورو قوية شامخة بالذات عندما يتعلق الأمر بالسيف.
تقع كاورو في حب كنشين ويتطور الأمر حتى رغم علمها بجرائم ماضيه. أحد مخاوف كاورو عندما يعود كنشين للتنقل من جديد. كما تغار كلما تهتم فتاة أخرى بكنشين مثل تاكاني ميغومي التي تختلف معها غالبا لكن بنهاية المانغا تكن كاورو لها الاحترام. في القصة تقارن كاورو دوما بحيوان تانوكي (الراكون الكلب).
تتمسك كاورو بالمثل التي ورثتها من أبيها من كاتسوجين-كين (السيوف التي تمنح الحياة)، والتي تنص على أن القتال بالسيف لا يجب أن يستخدم في القتل، لكن للحماية. هذا المعتقد صفعة لمقاتلي السيوف الذين يدافعون عن مبدأ كون السيف «للهيمنة والقتل»، ولا شيء آخر. هيمورا كنشين يشعر أن معتقدتها يجب أن تكون في الواقع حقيقية.

## الفنون القتالية
تمارس كاورو أسلوب كاميا كاشين، السلاح الرئيسي فيه هو سيف خشبي «بوكين». يستخدم البوكين عامة كسلاح تدريبي في المدارس القتالية وبإمكانه التسبب بأضرار عدة، ولهذا لا يحمله سوى معلمو أسلوب كاميا كاشين أو المتدربون الذين وصلوا مراحل متقدمة من التدريب.
وكمعلمة في أسلوب كاميا كاشين أتقنت كاورو ما ورثته من مهارات، في المهارة الأولى هادومي، تجعل كاورو يديها متقاطعتين على رأسها لتمسك بسلاح الخصم بواسطة ظهر يديه، هذا يسمح لها بالمحافظة على يدها قابضة سيفها وفي الوقت نفسه ماسكة سلاح الخصم. على كل إذا تم ذلك بشكل جيد فيمكن ربط الحركة مع المهارة الهجومية التالية وأسلوب هاواتاري كاميا كاشين، وهي هجمة مضادة وتؤدى بعد الأداء الناجح لحركة هادومي.
يمكن القيام بالمهارات في هذا الأسلوب حتى لو انكسر السلاح، فحركة تسوكا نو غيدان: هيزا هيشيغي (الهجمة القابضة: تهشيم الركبة)، تقوم كاورو باستقصاد ركبة الخصم بمقبض السيف، هذه الحركة قامت كاورو بها للانتصار على هونجو كاماتاري.

## موجز الحبكة الروائية
تبدأ السلسلة بمواجهة بينها وبين هيمورا كنشين، وبعد اشتباك سريع تتركه كاورو يبقى كضيف. مشاعرها تجاه كنشين يلاحظه حتى الأعداء، وغالبا ما تستغل لكسر حمايته. في أحداث كيوتو يودع كنشين كاورو وداعا عاطفيا قبل رحلته إلى كيوتو. بعد ذلك تقع كاورو في إحباط شديد لكنها تستعيد شجاعتها للذهاب إلى كيوتو لترى كنشين بعد كلام تشجيعي من ميغومي.
في فترة جينشو، إنيشي الأخ الأصغر ليوكيشيرو توموي يقرر الانتقام لاخته من كنشين، لم يكن هدفه قتل كنشين بل قتل كاورو الشخص الأهم إليه. ولعجز إنيشي عن قتل الفتيات اللواتي يقاربن من عمر توموي عند مقتلها، يطلب من حليفه غيين أن يصنع دمية مشابهة تماما لجثة كاورو، خادعا الجميع بمن فيهم كنشين. بعد اكتشاف الخدعة تنتقل المجموعة إلى الجزيرة التي أسرت فيها لإنقاذها، بعدها تتزوج من كنشين وينجبان طفلا أسمياه كنجي.

## الظهور في مواد أخرى
في ساموراي إكس: رفلكشن، يتزوج كنشين وكاورو لكن كنشين يقرر التنقل من جديد، عائدا إليها كل بضع سنوات لأنه يشعر بالحاجة لمساعدة الناس، توافق كاورو واعدة بأن تستقبله بابتسامة مع طفلهما. ينهار كنشين بمرض غير معروف ولكي تشاطره المرض، تقنع كاورو كنشين بأن تقاسمه المرض عن طريق العلاقة، يغادر كنشين للمساعدة في الحرب اليابانية الصينية الأولى كما وعد الحكومة لكن دون أن يقاتل ويقتل بل يساعد الناس. يتقابل الاثنان أخيرا وينهار كنشين بين ذراعيها وهو يمسكها. تلاحظ كاورو اختفاء الندبة على خده، معلنة بذلك موته.
في أولى الطبعات من روروني: ميجي سوردمان رومانتك ستوري (1992) كاورو هي أخت ميغومي وياهيكو، لتتغير تفاصيل القصة عندما أصبحت القصة متسلسلة في مانغا.
كاورو شخصية في جميع ألعاب كمبيوتر روروني كنشين، لكن كشخصية مساندة في لعبة جمب سوبر ستارس وجمب ألتميت ستارس.

## مدى القبول
حصدت كاورو شهرة واسعة بين قراء روروني كنشين، محتلة المرتبة الرابعة والخامسة في الاستفتاءات، كما صممت سلع تجارية مستندة على الشخصية كالأقمشة وسلاسل المفاتيح. ممثلة صوت كاورو ميكي فوجيتاني قالت في مقابلة أن كاورو في سلسلة OVA أقوى من الشخصية الأصلية.

## اقرأ أيضا
- هيمورا كنشين
- ميوجين ياهيكو
- ساغارا سانوسكي